# Maureen Van Zandt
Maureen Van Zandt (8 novembre 1951) è un'attrice statunitense, nota soprattutto per aver recitato nella serie televisiva I Soprano nel ruolo di Gabriella Dante, moglie di Silvio Dante il consigliere di Tony Soprano.
Maureen Van Zandt è la moglie di Steven Van Zandt, che nella serie I Soprano recita il ruolo di suo marito Silvio Dante.

## Filmografia parziale
- Qualcuno salvi il Natale (The Christmas Chronicles), regia di Clay Kaytis (2018)